# Araneus anaspastus
Araneus anaspastus är en spindelart som först beskrevs av Tord Tamerlan Teodor Thorell 1892.  Araneus anaspastus ingår i släktet Araneus och familjen hjulspindlar.
Artens utbredningsområde är Singapore. Inga underarter finns listade i Catalogue of Life.